# Msza beatowa „Pan przyjacielem moim”
Msza beatowa „Pan przyjacielem moim” – msza skomponowana w latach 60. XX wieku przez Katarzynę Gärtner, a nagrana na płytę przez grupę Czerwono-Czarni. W mszy beatowej po raz pierwszy w Polsce treści religijne przedstawiono w formie muzyki rozrywkowej, a dokładniej bigbitu.

## Lista utworów
| 1. | „Introitus – Pieśń na wejście”      | 11:28 |
|    |                                     |       |
| 2. | „Kyrie – Panie zmiłuj się nad nami” | 2:19  |
|    |                                     |       |
| 3. | „Gloria – Chwała na wysokości”      | 3:28  |
|    |                                     |       |
| 4. | „Graduale – Pieśń rozważania”       | 3:08  |
|    |                                     |       |
| 5. | „Credo – Wierzę w Boga Ojca”        | 3:11  |
|    |                                     |       |
| 6. | „Sanctus – Święty"                  | 0:48  |
|    |                                     |       |
| 7. | „Agnus Dei – Baranku Boży”          | 1:09  |
|    |                                     |       |
| 8. | „Communio – Pieśń na Komunię"       | 2:57  |
|    |                                     |       |
| 9. | "Kolęda – Płonie gwiazda”           | 2:15  |
|    |                                     |       |
|    |                                     | 30:43 |
|    |                                     |       |
Edycja CD (1995 r.) zawierała 3 dodatkowe utwory:
| 10. | „Chwalcie imię Pana”          | 3:03  |
|     |                               |       |
| 11. | „Przyjaciele moi”             | 2:04  |
|     |                               |       |
| 12. | „Historia o Bożym Narodzeniu” | 4:25  |
|     |                               |       |
|     |                               | 09:32 |
|     |                               |       |

## Geneza
Pierwszą na świecie mszą rockową wydaną na płycie była „Mass in F Minor” („Msza w f-moll”) nagrana w roku 1968 przez ówcześnie popularną, choć dziś zapomnianą, amerykańską hippisowską grupę The Electric Prunes. Fragment tego dzieła, „Kyrie Eleison”, znalazł się w filmie Easy Rider (1969 r., reż. Dennis Hopper, w TVP wyświetlany pt. Swobodny jeździec). Cykl ów złożony z sześciu klasycznych części stałych katolickiej mszy św. jest tu śpiewany po łacinie i mormorando. Jednak nie ma w literaturze żadnej wzmianki o wpływie „Mass in F Minor” na polską mszę beatową.

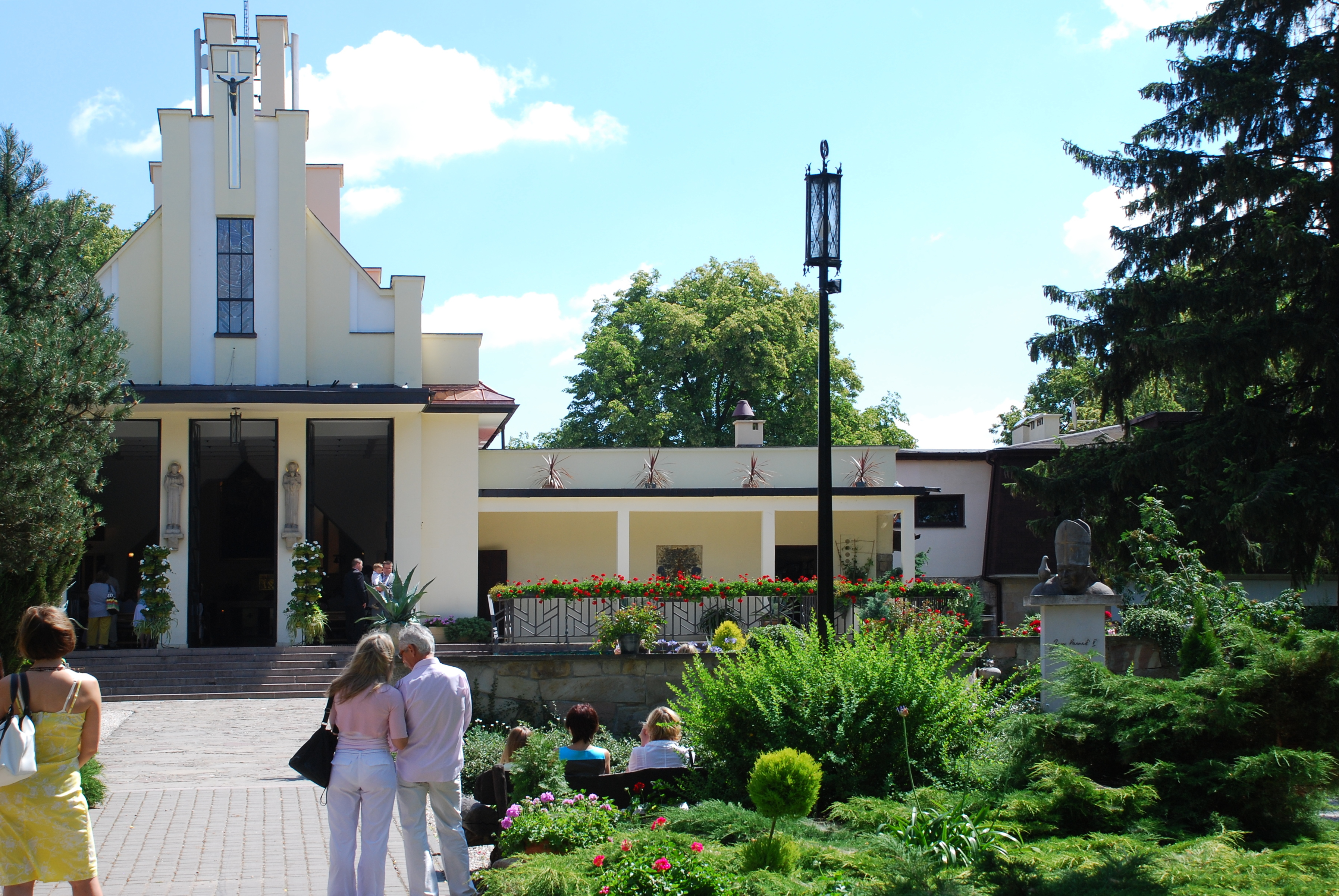
Kościół w Podkowie Leśnej – miejsce premiery

Korzenie mszy beatowej Katarzyny Gärtner sięgają 1965 roku. Wtedy grupa młodych muzyków z Podkowy Leśnej pod Warszawą przyjęła przekorną nazwę Trapiści i pod taką zadebiutowała 8 grudnia 1965 roku podczas mszy św. wieczornej. Początkowo repertuar kwartetu stanowiły wyłącznie utwory instrumentalne – od kompozycji mistrzów baroku po ówczesne przeboje rockowej grupy The Shadows, grane na elektrycznych gitarach podłączonych do jednego wzmacniacza. W 1967 roku namówiony przez Trapistów ks. proboszcz Leon Kantorski zwrócił się do Katarzyny Gärtner z propozycją napisania kilku utworów przeznaczonych do wykonywania podczas nabożeństw z udziałem zespołu. Pomocnym kompozytorce był Kazimierz Grześkowiak, który opracował teksty mszy beatowej.
Najważniejszym wykonawcą mszy beatowej był zespół Czerwono-Czarni, ich wersja dzieła została nagrana i wydana. Zespół nagrał płytę w składzie: 
- Tadeusz Mróz – śpiew, gitary
- Henryk Zomerski – śpiew, gitara basowa
- Klaudiusz Maga – śpiew, instrumenty klawiszowe
- Ryszard Gromek – śpiew, perkusja

Czerwono-Czarni wzięli udział 14 stycznia 1968 w premierze dzieła w kościele w Podkowie Leśnej. Następnie mszę beatową wykonywały tam różne mutacje personalne lokalnego zespołu Trapiści. Trapiści zaprezentowali też mszę beatową w Domu prymasa Polski Stefana Wyszyńskiego na Konferencji Episkopatu we wrześniu 1969, później byli z nią w Berlinie Zachodnim i Dortmundzie. Rolę Trapistów dostrzega też Jarosław Marchewka: „Dla nich właśnie Katarzyna Gärtner komponuje mszę „Pan przyjacielem moim”, która staje się wizytówką zespołu”.

## Historia
Pierwsza wersja mszy beatowej „Pan przyjacielem moim” powstawała od lipca 1967 do stycznia 1968 przy współpracy z Kazimierzem Grześkowiakiem, zaś na płycie znalazła się jej wersja ostateczna, dopracowana już po premierze. 
O koncertowej premierze mszy beatowej pisze krytyk muzyczny Andrzej Wróblewski: 
Odbywała się ona w małym ślicznym kościółku w Podkowie Leśnej pod Warszawą. Mszę Beatową napisała na zamówienie proboszcza ks. Leona Kantorskiego młoda, zdolna kompozytorka Katarzyna Gärtner do tekstów Kazimierza Grześkowiaka i Kazimierza Łojana. Tej mroźnej, styczniowej niedzieli kościół wypełnił się tłumem ludzi. Ci, którzy się nie zmieścili, czekali na dworze. Rozległ się dzwonek, wszedł ksiądz z ministrantem, za nim wbiegli czterej młodzi ludzie w smokingach, podłączyli gitary do przygotowanych wzmacniaczy, jeden stuknął podeszwą o posadzkę – raz, dwa, trzy, cztery – i o mury kościoła gruchnęła salwa dźwięków gitar elektrycznych zespołu „Czerwono-Czarni”. Płyta z Mszą Beatową stała się w krótkim czasie bestsellerem, a pieśń Introitu – Pan króluje w majestacie – przebojem nastolatków.
Lucjan Kydryński w 1995 roku wspominał: 
Gdy w roku 1968 powstała Msza Beatowa Katarzyny Gärtner, było to wydarzenie nie tylko o czysto artystycznym znaczeniu. Fakt, że kompozytorka popularnej muzyki młodzieżowej napisała dzieło związane z liturgią katolicką i że przeznaczyła je młodemu zespołowi do wykonywania w kościele, niejako zachęcając tym samym młodzież do uczestnictwa w nabożeństwach i wykazując otwartość Kościoła na młodzieżową kulturę, zbulwersował ówczesne władze.
Kydryński wyjaśniał też dlaczego władze komunistyczne jednak zgadzały się na granie i nagrywanie mszy: 
I myślę, że gdyby nie bardzo mocna pozycja Katarzyny Gärtner zajmowana już w oficjalnym, popieranym nurcie kołobrzesko-zielonogórskim muzyki popularnej, utwór niewiele miałby szans ukazania się na płytach.
Wydaje się też, że ówczesne władze faktycznie lansując płytę z mszą beatową próbowały wykorzystać jej popularność w walce z Kościołem katolickim – ponieważ rockowa msza i dzisiaj może szokować wielu wiernych. Zamiar ten się nie udał.
Prof. Stanisław Dąbek zauważa też, że w związku z mszą beatową i w ogóle powstaniem religijnej muzyki młodzieżowej Kościół wykazywał postawę otwartą – w świątyniach, a także seminariach duchownych pojawiły się młodzieżowe zespoły gitarowe. Powstał też Festiwal Muzyki Religijnej Sacrosong (1969). 
Fragmenty mszy beatowej „Pan przyjacielem moim” przeszły do historii i żyją własnym życiem. Fragmenty nagrań z płyty wykorzystano np. w filmie Dzięcioł Jerzego Gruzy, a uproszczone wersje Kyrie i Agnus Dei – najprzystępniejszych do wykonania części mszy beatowej – są grane przy akompaniamencie gitar klasycznych lub akustycznych na mszach św. młodzieżowych w całej Polsce. Sama Gärtner w 2005 roku przygotowała swoją mszę beatową z nowym zespołem i w nowej aranżacji i prezentowała ją w kościołach w kraju.
W późniejszych latach powstało w Polsce jeszcze kilka innych mszy opartych na muzyce rozrywkowej, jak Missa Gospel’s Włodzimierza Szomańskiego, pop-rockowa Naprawdę. Msza młodych Magdy Anioł i Adama Szewczyka czy rockowo-gospelowa Msza Paschalna wspomnianych Trapistów (premiera 8 czerwca 2003 roku). Jednak autorzy tylko ostatniej z wymienionych mszy przyznają się do inspiracji dziełem Katarzyny Gärtner.
Z okazji 30 rocznicy powstania mszy wydawnictwo Lumen wydało kasetę magnetofonową i płytę CD „Pan przyjacielem moim” – Bożonarodzeniowa Msza Beatowa, na której znalazło się wykonanie mszy przez Trapistów na zakończenie Konferencji Episkopatu w 1969. Na płycie oprócz mszy znalazły się też pastorałki i oryginalne nagranie wypowiedzi ks. Kantorskiego, opiekuna zespołu.

## Treści

### Treści muzyczne
Msza beatowa „Pan przyjacielem moim” zgodnie ze swoją nazwą, stylistycznie tkwi we wczesnym stylu polskiego rocka, nazywanym bigbitem. I popełnia przy tej okazji wiele błędów tego nurtu, jak zahaczanie o banał, zbytnia bliskość do tradycyjnej piosenki, a także słaba jakość aranżacji i instrumentów.
Msza beatowa czerpie też w z soulu oraz z muzyki kościelnej (również z chorału gregoriańskiego w niektórych partiach wokalnych).

### Treści literackie
Płyta Msza Beatowa „Pan przyjacielem moim” nagrana przez Czerwono-Czarnych, wydana przed końcem 1968 roku składa się z ośmiu części oraz dodatków – pastorałek z tekstami Kazimierza Łojana i Joanny Kulmowej.
Stanisław Dąbek charakteryzuje treści muzyczne mszy beatowej: 
Gärtner reprezentuje typ mszy pieśniowej. Zgodnie z ówczesnymi tendencjami kompozytorka dokonała adaptacji czysto zewnętrznej gatunku piosenki w cyklu mszalnym. W rezultacie, poszczególne części tego ośmioczęściowego cyklu mają charakter piosenek pop music z tekstami religijnymi – z wszystkimi atrybutami piosenki-przeboju: standaryzacją podstawowych elementów – melodyki, rytmiki, harmoniki i generalnym, maksymalnym uproszczeniem języka muzycznego.
Dąbek unika określenia „rock” stosując zamiast niego o wiele szersze pojęcie „pop music”.
Osiem części zasadniczych mszy beatowej Katarzyny Gärtner to:
1. „Introitus Pieśń na wejście” – oparty na tekstach Psalmu 2 i 93 (92) (w opracowaniu K. Grześkowiaka), a poprzedzony recytacją Łk 2, 4-7
2. „Kyrie Panie zmiłuj się nad nami"
3. „Gloria Chwała na wysokości"
4. „Graduale Pieśń rozważania” – według Ps 2 i 93 (92) w opracowaniu K. Grześkowiaka
5. „Credo Wierzę w Boga Ojca"
6. „Sanctus Święty" (połączony z Benedictus)
7. „Agnus Dei Baranku Boży"
8. „Communio Pieśń na Komunię" – utwór instrumentalny na organy połączony z kolędą Płonie gwiazda z tekstem Kazimierza Grześkowiaka

Słuchacza mszy beatowej mógł w czasach jej premiery zaskoczyć język narodowy – polski, w którym są śpiewane teksty. Należy pamiętać, że omawiane dzieło zostało już zaplanowane w połowie 1967 – w dwa lata po zakończeniu Soboru Watykańskiego II, który zaledwie wzmiankował o możliwości zastosowania języków narodowych w liturgii zamiast języka łacińskiego. Soborowa Konstytucja o liturgii oznajmiała: Ponieważ jednak i we mszy świętej, i przy sprawowaniu sakramentów, i w innych częściach liturgii użycie języka ojczystego nierzadko może być bardzo pożyteczne dla wiernych, można mu przyznać więcej miejsca, zwłaszcza w czytaniach i pouczeniach, w niektórych modlitwach i śpiewach, stosownie do zasad, które w tej dziedzinie ustala się szczegółowo w następnych rozdziałach. Msza beatowa „Pan przyjacielem moim” w zamierzeniu miała być wykorzystywana w liturgii katolickiej, więc mają rację wspomniani komentatorzy, w tym, że jej premiera i publikacja była wydarzeniem.
Graduał – część zmienna mszy św., rzadko wykorzystywana przez kompozytorów mszy, nawiązuje treściowo do introitu mszy beatowej – jest też oparty na Psalmach 2 i 92 (93). S. Dąbek zauważa dobry poziom literacki tych tekstów.
Kolęda wieńcząca zasadniczą część mszy „Pan przyjacielem moim” ma tekst autorstwa Kazimierza Grześkowiaka. Jej uzasadnieniem jest czas premiery pierwszej wersji – styczeń 1968, a więc okres bożonarodzeniowy. Stąd też recytacja Łk 2, 4-7 przed introitem – fragmentu Łukaszowej narracji o Narodzeniu Jezusa Chrystusa.